# Daniël De Clerck
Daniël Jozef Frans De Clerck (Brugge, 25 mei 1938) is een Belgisch advocaat, universitair docent en historicus.

## Levensloop
Hij volbracht de lagere school aan het Sint-Leocollege en de Grieks-Latijnse humaniora aan het Sint-Lodewijkscollege in Brugge. Hij promoveerde tot doctor in de rechten (1962 – grote onderscheiding) en licentiaat in het notariaat (1962 – grootste onderscheiding) aan de Katholieke Universiteit Leuven.
Hij schreef zich in als advocaat bij de balie van Brugge en liep stage bij advocaat Raymond Schramme (1962 tot 1965). Ondertussen volbracht hij ook zijn legerdienst als onderluitenant-instructeur bij de pantsertroepen in Stockem (1963-1964).
Hij behaalde de eerste prijs tijdens een in Brussel georganiseerde pleitwedstrijd (1965) en hield de openingsrede voor de Jonge Balie van Brugge (1967) onder de titel: Peiling naar het begrip ‘Algemeen belang’ in bestuursrecht.
Hij ging drie opeenvolgende advocatenassociaties aan:
- met meester Raymond Schramme (1965-1970);
- met meester Lino Verbeke (1988-1998);
- met meester Ivan Coppens (1999-2014).

Hij ging met pensioen in 2014.
Daniël De Clerck doorliep een academische loopbaan:
- assistent van professor Jan De Meyer bij de colleges 'grondwettelijk recht' in de rechtsfaculteit KU Leuven (1964-1970)
- docent aan de A.Z. St.-Elisabeth Verpleegsterschool in Leuven (1964-1968) voor het vak 'Medische aansprakelijkheid'.
- docent aan de School voor Bestuursrecht West-Vlaanderen (1966-1976) voor het vak 'Beginselen van het sociaal en industrieel recht'.
- lector (1970-1975) en buitengewoon docent (1975-1980) bij de rechtsfaculteit van de KU Leuven, afdeling staatsrecht.
- buitengewoon docent in de rechtsfaculteit van de KU Leuven, school voor criminologie (1980-1991) en hoofddocent in de KU Leuven, afdeling criminologie (1991-2003), met leerstoel 'Strafrecht en Strafvordering'.

Hij ging op emeritaat in 2003.

## Varia
- Eervolle vermelding verleend aan de publicatie APR Intercommunale maatschappij, in 1973, door het Comité Publiekrecht en lokale Economie van het Gemeentekrediet van België.
- Verslaggever op studiedagen in Leuven (1967) over het thema 'De Regeringscommissaris'.
- Verslaggever op de Notariële dagen in Mechelen (1988) onder de titel 'Voor vrij en onbezwaard'.
- Lid (sinds 1986) en secretaris (1991-1999) van de raad van bestuur van de vzw Vrienden van de Brugse musea.
- Lid van de Edele Confrérie van het Heilig Bloed (sinds 2006) en proost (2017-2018).

## Privé
Daniel De Clerck is een zoon van Georges De Clerck en Marie-Louise Desmidt.
Hij is getrouwd en heeft twee kinderen.

## Publicaties

### Juridische onderwerpen

#### Boeken
- Intercommunale maatschappij, Algemene Praktische Rechtsverzameling, Brussel, Larcier, 1968 (Prijs Gemeentekrediet van België 1973).
- Jurisprudentie over constitutioneel recht, o.l.v. Prof. J. De Meyer, in: Casebook, Leuven, Acco, Leuven (1° uitgave), 1976 (2° uitgave), 1980 (3° uitgave) en 1985 (4° uitgave).
- Beginselen van Strafrecht en Strafvordering, syllabus, Leuven, Acco, 1976 (1° uitgave), 1978 (2° uitgave), 1981 (3° uitgave).
- Beginselen van Strafrecht, syllabus, Leuven, Acco, 1984 (1° uitgave) - tot 2001 (2° tot 11° uitgave).
- Beginselen van Strafvordering, syllabus, Leuven, Acco, 1984 (1° uitgave) – tot 2001 (2° tot 11° uitgave).

#### Artikels
- De regeringscommissaris bij de instellingen van openbaar nut, in: Rechtskundig Weekblad 1966 – 1967.
- Het rechtsstatuut van de intercommunale maatschappij, in: Rechtskundig Weekblad, 1966 – 1967
- Kanttekeningen bij de rechtsaard van de intercommunales, in: De Intercommunale, 1967.
- De regeringscommissaris als instituut van positief administratief toezicht, in: Tijdschrift voor Bestuurswetenschappen , 1967.
- De tussenkomst van de regeringscommissaris in de beheerscomités van de instellingen van openbaar nut, in: Jaarboek Vlaamse Juristenvereniging, 1967.
- Een peiling naar het begrip ‘algemeen belang’ in bestuursrecht, in: Rechtskundig Weekblad 1967 – 1968.
- Het economisch plan, nieuw begrip in ons administratief recht, in: Tijdschrift voor Bestuurswetenschappen, 1972.
- Eigendomsbeperkingen bij teledistributie, in: Intermixt, 1975.
- De clausule “Voor vrij en onbezwaard”. Een notariële middelen- of resultaatsverplichting, in: Notariële Dagen, Mechelen, 1988.
- Hoe onpartijdig is de Belgische rechter, in: Liber Amicorum A. Vanhoutryve, Brugge, 1991.
- De architect en de niet-geregistreerde aannemers(s), in: Archi-Info mei-juni 1999.

### Historische onderwerpen

#### Boeken
- Kinsoen, biografie, Brugge, Stichting Kunstboek, 2022.
- Kinson, biographie, Brugge, Stichting Kunstboek, 2022.

#### Artikels
- Kasteel De Spycker in Sint-Kruis, een huis van plaisance, in: Brugs Ommeland, 2004.
- Het oud-Godericx-convent in de Geerwijnstraat 8 te Brugge in: Brugs Ommeland, 2006.
- Joseph-Ghislain van Zuylen van Nyevelt, de bouwbeer van het herenhuis Hoogstraat 28 in Brugge, in: Brugs Ommeland, 2007.
- Schilder Jozef Odevaere ontmoet de Engelse vampierenschrijver John Polidori in 1814, in: Brugs Ommeland, 2008.
- Een late hulde aan François Joseph Kinsoen, in: Brugs Ommeland, 2009.
- De lotgevallen van Hoogstraat 28 na 1832, een huis vol boeiende verhalen, in: Brugs Ommeland, 2012.
- In Brugge staat een huis ‘de Marenzi’, in: Brugs Ommeland, 2012.
- Charles de Bernemicourt, een vreemde poorter in Brugge, in: Brugs Ommeland 2013.
- Meester Robert du Homme, van geleerde Rouennais tot rijke Bruggeling, in: Brugs Ommeland, 2014.
- Roland Le Fèvre , de geduchte generale ontvanger van Vlaanderen, in: Brugs Ommeland, 2015.
- Thibaut Barradot, een Bourgondische Bruggeling, in: Biekorf, 2016.
- Waar is het borstbeeld van Franciscus Kinsoen gebleven?, in: Brugs Ommeland , 2017.
- Ode aan de vrouw van Frans-Jozef Kinsoen, in: Brugs Ommeland, 2017.
- Wie is dat mysterieuze “Kinsoen-meisje” in de Brugse collectie, in: Handelingen van het Genootchap voor geschiedenis van Brugge, 2018.
- Franciscus Kinsoen in miniatuur, in: Brugs Ommeland, 2018.
- Brugse kunstenaars in Parijs: Kinsoen versus Suvée, in: Biekorf , 2019.
- Pieter van Luxemburg en de Brugse Tol, enkele aanvullende bedenkingen, in: Brugs Ommeland, 2019.
- Een nieuwe kijk op “Richebourg’, een Brugs stadspaleis met vele namen, in: Brugs Ommeland, 2020.
- Het kasteel Noordvelde in Sint-Andries, in: Brugs Ommeland, 2021.
- De "Belisarius" van Franciscus Kinsoen, in: Biekorf, 2022.
- Valentyn de Clercq, Een rijke koopman ten tijde van de Aartshertogen, in: Brugs Ommeland, 2023.
- Nicolaus Rommel, een uitmuntend rechtsgeleerde in het Brugse Vrye in de zeventiende eeuw, in: Biekorf, 2023.
- De Koetelwijkpoort: "Kromme Wal" versus Engelsestraat, in: Brugs Ommeland 2023.
- Joos vander Straeten, heer van Ter Walle, een merkwaardige bierbrouwer in Brugge, in: Brugs Ommeland, 2024.
- De Spijker, in: Huizen met een verhaal in Sint-Kruis , Brugge, 2024, p. 145-153.

### Museum-artikels
- De vrienden van de stedelijke musea in 1991-1992, in: Jaarboek 1991-1992, Brugge, Stedelijke musea.
- De vrienden van de stedelijke musea in 1993-1994, in: Jaarboek 1993-1994, Brugge Stedelijke musea.
- De vrienden van de stedelijke musea in 1995-1996, in: Jaarboek 1995-1996, Brugge Stedelijke musea.
- De vrienden van de stedelijke musea in 1997-1998-1999, in: Jaarboek 1997-1999, Brugge Stedelijke musea.